# Hieracium longifidum
Hieracium longifidum es una especie de planta con flor del género Hieracium, de la familia Asteraceae, orden Asterales.

## Distribución
Hieracium longifidum se distribuye por la República de Macedonia del Norte.

## Taxonomía
Fue descrita científicamente por Zahn.